# Turón
Turon (ve filipínské španělštině turón de banana či turón plátano, v tagalštině lumpiyang saging) jsou smažené banánové rolky. Je to typický velmi oblíbený filipínský dezert. Tenké banánové plátky (nejlépe banány Saba) jsou společně s plátkem plodu chlebovníku obaleny v hnědém cukru a osmaženy na oleji. Jako náplň se používají také sladké brambory, mango, kokos či sýr čedar. Turon obvykle prodáván ve stáncích podél silnic spolu s banány Que.